# Kevin Pangos
Kevin Joseph Pangos (ur. 26 stycznia 1993 w Holland Landing) – kanadyjski koszykarz, występujący na pozycjach rozgrywającego lub rzucającego obrońcy, posiadający także słoweńskie obywatelstwo, reprezentant Kanady, obecnie zawodnik CSKA Moskwa.
W 2010 wystąpił w turnieju Nike Global Challenge. Wystąpił też w meczach wschodzących gwiazd – Nike Hoop Summit (2011), Jordan Classic International (2010).
Przez lata występował w letniej lidze NBA, w Las Vegas. Reprezentował w niej Dallas Mavericks (2015), Atlantę Hawks (2016), Washington Wizards (2017).
19 lutego 2022 został zwolniony przez Cleveland Cavaliers. Dzień później dołączył do CSKA Moskwa.

## Osiągnięcia
Stan na 21 lutego 2022, na podstawie, o ile nie zaznaczono inaczej.

### NCAA
- Uczestnik rozgrywek:
  - Elite 8 turnieju NCAA (2015)
  - II rundy turnieju NCAA (2012–2015)
- Mistrz:
  - turnieju konferencji West Coast (WCC – 2013–2015)
  - sezonu regularnego WCC (WCC – 2013–2015)
- Koszykarz roku WCC (2015)[7]
- Najlepszy nowo przybyły zawodnik WCC (2012)
- Most Outstanding Player (MOP=MVP) turnieju NIT Season Tip-Off (2015)
- Zaliczony do:
  - I składu:
    - WCC (2012–2015)
    - turnieju:
      - WCC (2012, 2015)
      - Maui Invitational (2014)
      - NIT Season Tip-Off (2015)

    - najlepszych pierwszorocznych zawodników WCC (2012)

  - III składu All-American (2015 przez AP, NABC, TSN)
- Lider WCC w liczbie celnych (79) i oddanych (197) rzutów za 3 punkty (2012)[8]

### Drużynowe
- Mistrz Litwy (2017, 2018)
- Wicemistrz Hiszpanii (2019)
- Zdobywca pucharu:
  - Hiszpanii (2019)
  - Litwy (2017, 2018)
- Finalista Pucharu Hiszpanii (2016)

### Indywidualne
- Zaliczony do:
  - I składu Euroligi (2021)
  - II składu:
    - Euroligi (2018)
    - Eurocup (2016)

  - MVP kolejki Euroligi (1 – 2020/2021)

### Reprezentacja
Seniorska
- Uczestnik:
  - mistrzostw świata (2019 – 21. miejsce)
  - kwalifikacji do mistrzostw świata (2017 – 1. miejsce)

Młodzieżowe
- Brązowy medalista mistrzostw:
  - świata U–17 (2010)
  - Ameryki U–16 (2009)
- Uczestnik:
  - uniwersjady (2013 – 4. miejsce)
  - mistrzostw świata U–19 (2011 – 11. miejsce)
- Zaliczony do I składu mistrzostw świata U–17 (2010)